# Punta Baretti
Die Punta Baretti (französisch Pointe Baretti) ist eine Erhebung aus dem Grat, der von Süden zum Mont Blanc hinaufzieht. Sie hat eine Höhe von 4013 m, eine Schartenhöhe von 56 Metern und eine Dominanz von 0,3 Kilometern zum Mont Brouillard. Sie befindet sich im italienischen Teil der Mont-Blanc-Gruppe in der Region Aostatal. Erstmals bestiegen wurde die Punta Baretti am 28. Juli 1880 durch Martino Baretti und Jean-Joseph Maquignaz.
Bewertet werden die Gesamtschwierigkeiten heute mit Ziemlich schwierig (ZS) und beim Klettern mit II.

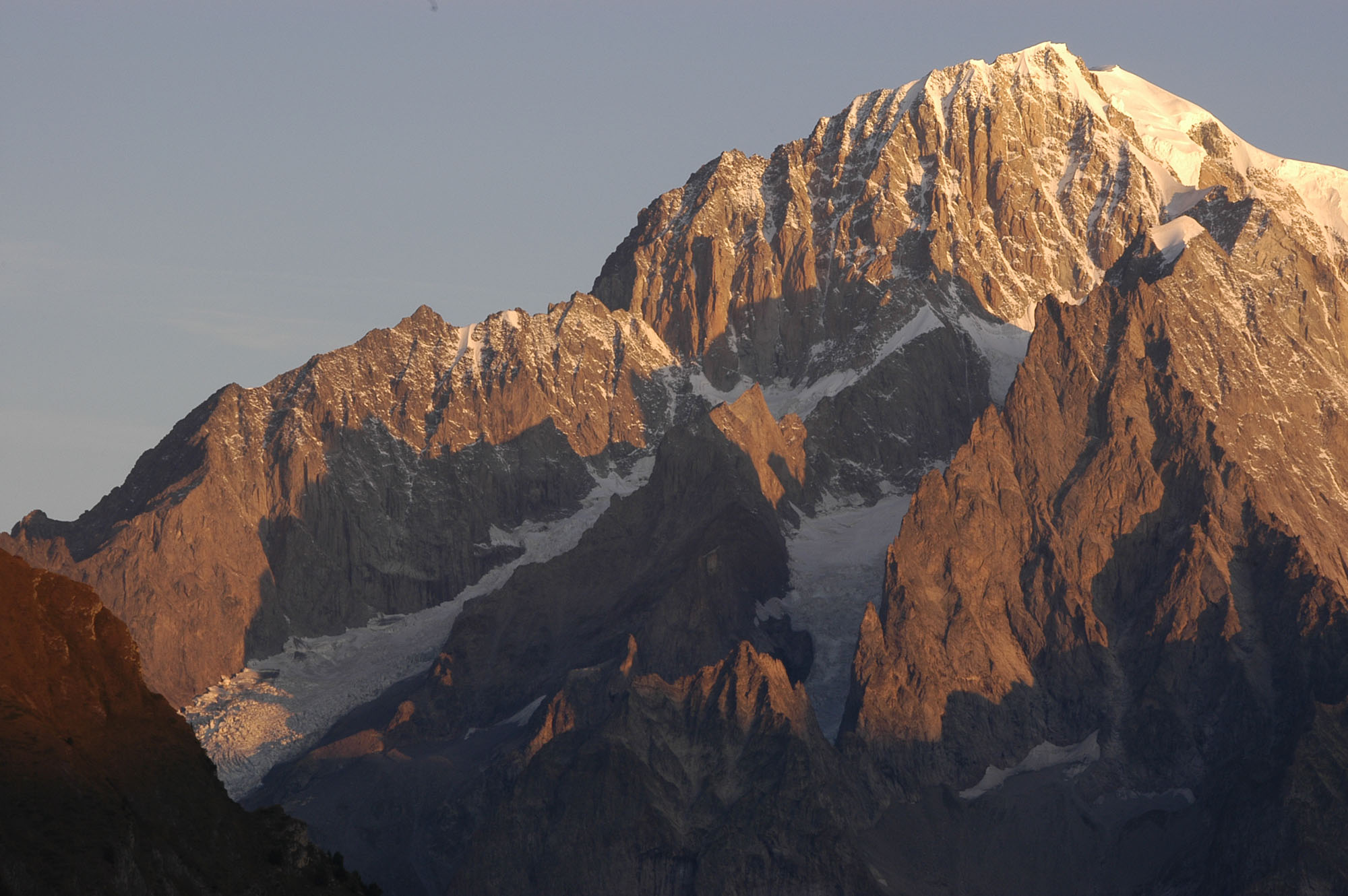
Der Brouillard-Grat mit der Punta Baretti, der kleinen, aber markanten Felsspitze links der Bildmitte.